# 1 E2 m
Za lažjo primerjavo različnih redov velikosti je na tej strani nekaj dolžin in višin od 100 metrov do 1 kilometra.
- razdalje, krajše od 100 m

- 100 m je dolžina, enaka:
  - valovni dolžini najvišje srednjevalovne radijske frekvence, 3 MHz
  - 328 čevljev
  - stranica kvadrata površine 1 hektara
  - razdalja, ki jo zelo hiter človek lahko preteče v približno 10 sekundah
- 105 m – dolžina nogometnega igrišča
- 109,73 m – skupna dolžina igrišča za Ameriški nogomet (120 jardov, vključno s končnimi območji)
- 112,34 m – višina najvišjega drevesa na svetu, glej Obalno rdeče drevo
- 128,1 m – višina najvišjega tobogana na svetu, imenovanega Top Thrill Dragster v Cedar Pointu blizu Sanduskyja, v ZDA
- 137 m – višina Velike piramide v Gizi
- 144 m – višina slapu Boka, najvišjega slapu v Sloveniji
- 168 m – višina Bungsberga, najvišje točke v nemški zvezni deželi Schleswig-Holstein
- 187 m – najkrajšna valovna dolžina oddajnega radia AM, 1600 kHz
- 193 m – približna dolžina ceste New Jersey State Highway 59
- 244 m – višina zgradbe City Gate v Ramat-Ganu v Izraelu
- 264 m – višina zgradbe na 120 Collins Street v Melbournu v Avstraliji
- 300 m – višina Eifflovega stolpa
- 304,8 m – 1000 dolžinskih čevljev
- 305 m – višina Sydney Towerja v Sydneyju v Avstraliji
- 340 m – razdalja, ki jo zvok v eni sekundi prepotuje po zraku tik nad gladino morja; glej hitrost zvoka
- 360 m – višina Trboveljskega dimnika, najvišjega dimnika v Evropi
- 390 m – višina nebotičnika Empire State Building
- 417 m – višina newyorških dvojčkov World Trade Centra pred terorističnim napadom 11. septembra
- 418 m – višina Kugle, najvišjega hriba v Prekmurju
- 443 m – višina zgradbe Willis Tower, najvišjega nebotičnika v ZDA
- 508 m – višina zgradbe Taipei 101, najvišjega nebotičnika na svetu
- 541 m – višina načrtovane zgradbe Freedom Tower na mestu že prej omenjenih porušenih newjorških dvojčkov
- 553 m – višina stolpa CN Tower, najvišje samostojno stoječe kopne zgradbe na svetu
- 555 m – najdaljšna valovna dolžina oddajnega radia AM, 540 kHz
- 575 m – najdaljši slovenski železniški viadukt preko potoka Težka Voda v Novem mestu
- 597 m – največja globina Kraterskega jezera
- 833 m – najdaljši slovenski cestni most čez Muro
- 1000 m – valovna dolžina najnižje srednjevalovne radijske frekvence, 300 kHz
- 1000 m – enako 0,62 milje

- razdalje, daljše od 1 kilometra